# Félix Guisard
Félix Guisard (Teófilo Otoni, 22 de janeiro de 1862 – Taubaté, 29 de março de 1942) foi um empresário brasileiro.
Seus pais, Louis-Félix Guisard (1834 - 1879) e Amélie Mallet Caillaud (1841 - 1933), eram franceses, que se refugiaram no Brasil após o  Golpe de Estado na França efetuado por Luís Napoleão Bonaparte em 2 de dezembro de 1851.
Félix Guisard foi um dos pioneiros da industrialização do Vale do Paraíba na ultima metade do século XIX, por ser o fundador da Companhia Taubaté Industrial (CTI) em 1894 para a produção de meias e camisas tecidas de algodão.
Guisard foi também pioneiro da educação para o trabalho, ao criar em 1900 a Sociedade para o Ensino Industrial de Taubaté, agora denominada Escola SENAI Félix Guisard, com a criação de cursos noturnos para explicação de: Direito Comercial, Geografia Comercial, Usos e Costumes Comerciais e Escrituração Mercantil.
Foi também  Prefeito da cidade de Taubaté de 21 de janeiro à 18 de setembro de 1930.